# Step Szyracki

Step Szyracki

Step Szyracki (gruz. შირაქის ვაკე, Szirakis Wake) – stepowa wyżyna we wschodniej Gruzji, w południowo-wschodniej części międzyrzecza Iori i Alazani, w dorzeczu Kury. Wznosi się maksymalnie na wysokość 865 m n.p.m. Na czarnoziemach występują stepy palczatkowe i ostnicowe, a na brunatnoziemach i brunatnoziemach górskich wtórne stepy palczatkowe (na miejscu lasów). Zimą step wykorzystywany jest do wypasu zwierząt. Występują uprawy zbóż. W regionie znajdują się także złoża ropy naftowej.